# August-Wilhelm Trabandt

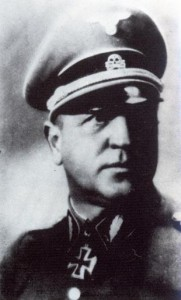
A.W. Trabandt, hier mit Rangabzeichen SS-Oberführer

August-Wilhelm Trabandt (* 21. Juli 1891 in Berlin; † 19. Mai 1968 in Ahrensburg) war ein deutscher Offizier, zuletzt SS-Brigadeführer und Generalmajor der Waffen-SS.

## Leben
Trabandt trat 1913 nach seinem Abitur als Fahnenjunker in das Lauenburgische Jäger-Bataillon Nr. 9 ein. Er diente im Ersten Weltkrieg sowie kämpfte nach Kriegsende in einem Freikorps im Baltikum und war auch am Kapp-Putsch aktiv beteiligt. Wegen seiner Beteiligung wurde er wegen Hochverrats vor dem Reichsgericht angeklagt, verurteilt und dann amnestiert. Trabandt wurde in die Reichswehr übernommen und 1933 als Hauptmann aus dem aktiven Dienst verabschiedet. Er wurde Mitglied der NSDAP (Mitgliedsnummer 7.035.171) und trat der SS (Mitgliedsnummer 218.852) bei.
Im Zweiten Weltkrieg führte Trabandt unter anderem als Kommandeur vom 25. Januar 1944 bis zum 3. Januar 1945 die 18. SS-Freiwilligen-Panzergrenadier-Division „Horst Wessel“.

## Auszeichnungen
- Eisernes Kreuz (1914) I. Klasse
- Verwundetenabzeichen (1918) in Schwarz
- Spange zum Eisernen Kreuz I. Klasse
- Deutsches Kreuz in Gold am 22. Oktober 1943
- Ritterkreuz des Eisernen Kreuzes am 6. Januar 1944